# ميس نحيل الأوراق
ميس نحيل الأوراق (الاسم العلمي: Celtis tenuifolia) هو نوع نباتي يتبع جنس الميس من فصيلة القنبية.